# Nishikikōji-dōri
Le Nishikikōji-dōri (錦小路通, Nishikikōji-dōri), littéralement Rue de la ruelle du brocart, est une voie du centre-ville de Kyoto. Orientée ouest-est, elle débute au Mibugawa-dōri (ja) et termine au Shinkyōgoku-dōri. On y retrouve le marché de Nishiki à son extrémité est.

## Description

### Voies rencontrées
De l'ouest vers l'est, en sens unique. Les voies rencontrées de la droite sont mentionnées par (d), tandis que celles rencontrées de la gauche, par (g).
1. Mibugawa-dōri (ja) (壬生川通)
2. Kōin-dōri (後院通)
3. Ōmiya-dōri (en) (大宮通)
4. Kuromon-dōri (黒門通)
5. Inokuma-dōri (ja) (猪熊通)
6. Iwagami-dōri (岩上通)
7. Horikawa-dōri (en) (堀川通)
8. (d) Samegai-dōri (醒ヶ井通)
9. Aburanokōji-dōri (ja) (油小路通)
10. (g) Ogawa-dōri (小川通)
11. Nishinotōin-dōri (ja) (西洞院通)
12. Shinmachi-dōri (ja) (新町通)
13. Muromachi-dōri (en) (室町通)
14. Karasuma-dōri (en) (烏丸通)
15. Higashinotōin-dōri (en) (東洞院通)
16. Takakura-dōri (ja) (高倉通)
17. Sakaimachi-dōri (堺町通)
18. Yanaginobanba-dōri (ja) (柳馬場通)
19. Tominokōji-dōri (富小路通)
20. Fuyachō-dōri (ja) (麩屋町通)
21. Gokomachi-dōri (麩屋町通)
22. Teramachi-dōri (en) (寺町通通)
23. Shinkyōgoku-dōri (新京極通)

### Transports en commun
La rue est accessible par la ligne Hankyu Kyoto en transport ferroviaire, à la gare de Karasuma (5 minutes de marche). Elle est aussi accessible par autobus en prenant le Kyoto City Bus (ja) aux stations Shijō-Kawaramachi ou Shijō-Takakura (5 minutes de marche). Elle peut aussi être atteinte par métro, via la ligne Karasuma, à la gare de Shijō.

## Odonymie
La rue porte le nom du vieux marché au brocart de Kyoto (錦) combiné au mot ruelle (小路) et au mot rue (通).

## Histoire
La rue portait auparavant pendant la période Heian le nom de Gusokukōji (具足小路), nom qu'on lui a donné en 1054. Selon une légende, en 1714, l'empereur Nakamikado décide de nommer la rue en son nom actuel, puisqu'on retrouvait l'Ayanokōji-dōri (ja) (綾小路通) deux rues au sud (la première au sud était le Shijō-dōri (en) (四条通)). Le nom Ayanokōji signifiait ruelle du sergé, et le roi décide de nom la rue en la ruelle du brocart, un autre type de tissu. À l'Époque d'Edo, les seules voies traversées par le Nishikikōji-dōri étaient les rues Ōmiya et Teramachi.

## Patrimoine et lieux d'intérêt
On y retrouve le marché Nishiki, situé entre le Takakura-dōri (ja) et le Teramachi-dōri (en), qui servait à l'époque d'approvisionnement en poissons pour le palais impérial. 
- Nishiki Tenman-gū , sanctuaire shinto ;
- Magasin Daimaru entre les rues Takakura et Higashinotōin ;
- Sièges sociaux de l'Office de transport de Kyoto (en), au coin avec la rue Mibugawa ;
- Lycée Horikawa (ja), à l'angle avec la rue Horikawa.